# 畲族
畲族，又称山哈，是中國華南地區的少數民族，人口有708,651人（2010年人口普查），其中福建省375,193人（52.87%）、浙江省170,993人（24.01%），是兩大分布地。
畲族大多講接近客家话的漢語變體「畲話」，與屬於苗瑤語的本族語「畲語」有別。因多已漢化而取漢姓，以四大姓氏鍾姓、藍姓、盤姓以及雷姓為主。多數以广东潮州凤凰山為发源地，畲族在古代時遷入华南各地，唐宋明起主要分佈在廣東、福建以及浙江山區等。

## 歷史
畲族是中國典型的散居民族之一，自稱山哈，但這個名稱，史書沒有記載。唐代居住在福建、廣東、江西三省交界地區，曾發動史稱蠻獠嘯亂等延綿泉、漳、潮三州的反官府事件，成為後世閩南小說《平蠻十八洞》的題材。包括畲族先民在內的少數民族泛稱「蠻」、「蠻僚」、「峒蠻」或「峒僚」。南宋末年，史書上開始出現「畲民」和「拳民」的稱謂，「畲」指的是刀耕火種的生產方式，也是畲族的生產方式。在中華人民共和國做民族劃分之後，畲族統一稱為「畲族」。

## 語言
畲族有本民族語言，沒有文字，通用漢文，在古代使用畲語，現今則大多改為使用畲話。

### 畲語
語言學家所說的畲語，不屬於漢語，僅在廣東博羅、增城、惠東、海豐一小部分自稱「活聶」（[hɔ22 ne42]）的人群中使用，使用者僅有數千，是一種瀕臨消失的語言。畲語與炯奈語最接近，屬於苗瑤語系苗語支。

### 畲話
自稱「山哈」的畲族人口通常使用一種被為畲話或畲民話的語言，与客家語的渊源很深，也有学者认为是客家语的一种方言。而客家人在古代指一切外來客籍漢人，現在東南的少數民族仍稱土籍漢人為民家人，客籍漢人為客家人，如在明代時移入雲南的官話人群現在都是叫客家人，而畲客指受客家人影響，太多已經不會母語活聶話只會客家話的畲族，不同地區的畲話都受到鄰近地區的主要漢語方言（如吳語、閩語、客家語）很多影響，但文法上有差異及夾雜較多非漢語詞彙。學者專家認為這種稱為畲話或是畲民話的語言的歸屬應為漢藏語系。

## 畲族分佈

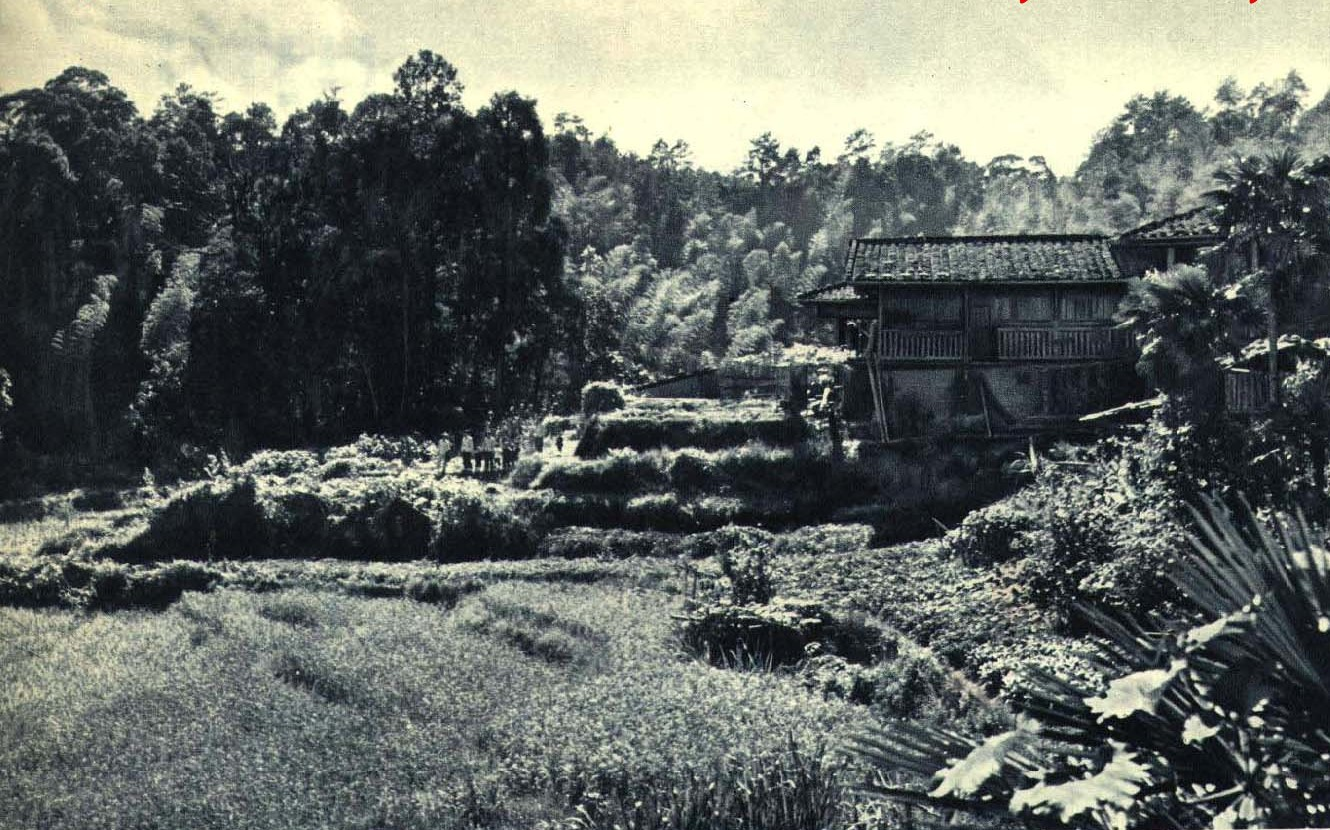
1962年 福建罗源县石别下村畲族建筑

畲族世居地分佈於福建、浙江、江西、貴州、廣東和湖南六省，其中尤以浙江景寧畲族自治縣最為集中。畲族人口在中華人民共和國31個省市區均有分佈，其中人口分佈前三位省份：福建省有畲族375,193人，占畲族人口的52.8%，列福建第一大少數民族；其次是浙江省，有畲族170,993人，占24.1%，列浙江第一大少數民族；第三是江西省，有畲族77,650人，占10.9%，列江西第一大少數民族。
清政府派至台灣處理朱一貴事件的福建水師提督藍廷珍便為畲族，1724年藍廷珍設“藍張興”，並於台中開墾，開啟畲族至台開墾之先例，移居台灣的畬人逐漸同化於台灣漢人之中。

### 畲族聚居區

#### 畲族自治地方
- 景寧畲族自治縣（浙江麗水）

| 畲族鄉鎮   | 所屬省份 | 所屬市州 | 所屬縣市區 |
| 雲梯畲族鄉 | 安徽省   | 宣城市   | 寧國市     |
| 水亭畲族鄉 | 浙江省   | 金華市   | 蘭溪市     |
| 柳城畲族鎮 | 浙江省   | 金華市   | 武義縣     |
| 沐塵畲族鄉 | 浙江省   | 衢州市   | 龍游縣     |
| 老竹畲族鎮 | 浙江省   | 麗水市   | 蓮都區     |
| 麗新畲族鄉 | 浙江省   | 麗水市   | 蓮都區     |
| 竹垟畲族鄉 | 浙江省   | 麗水市   | 龍泉市     |
| 霧溪畲族鄉 | 浙江省   | 麗水市   | 雲和縣     |
| 安溪畲族鄉 | 浙江省   | 麗水市   | 雲和縣     |
| 三任畲族鄉 | 浙江省   | 麗水市   | 遂昌縣     |
| 板橋畲族鄉 | 浙江省   | 麗水市   | 松陽縣     |
| 莪山畲族鄉 | 浙江省   | 杭州市   | 桐廬縣     |
| 清街畲族鄉 | 浙江省   | 溫州市   | 平陽縣     |
| 岱嶺畲族鄉 | 浙江省   | 溫州市   | 蒼南縣     |
| 鳳陽畲族鄉 | 浙江省   | 溫州市   | 蒼南縣     |
| 西坑畲族鄉 | 浙江省   | 溫州市   | 文成縣     |
| 周山畲族鄉 | 浙江省   | 溫州市   | 文成縣     |
| 司前畲族鄉 | 浙江省   | 溫州市   | 泰順縣     |
| 竹裏畲族鄉 | 浙江省   | 溫州市   | 泰順縣     |
| 霍口畲族鄉 | 福建省   | 福州市   | 羅源縣     |
| 小滄畲族鄉 | 福建省   | 福州市   | 連江縣     |
| 金涵畲族鄉 | 福建省   | 寧德市   | 蕉城區     |
| 阪中畲族鄉 | 福建省   | 寧德市   | 福安市     |
| 康厝畲族鄉 | 福建省   | 寧德市   | 福安市     |
| 穆雲畲族鄉 | 福建省   | 寧德市   | 福安市     |
| 崇儒畲族鄉 | 福建省   | 寧德市   | 霞浦縣     |
| 水門畲族鄉 | 福建省   | 寧德市   | 霞浦縣     |
| 硤門畲族鄉 | 福建省   | 寧德市   | 福鼎市     |
| 鹽田畲族鄉 | 福建省   | 寧德市   | 霞浦縣     |
| 隆教畲族鄉 | 福建省   | 漳州市   | 龍海市     |
| 赤嶺畲族鄉 | 福建省   | 漳州市   | 漳浦縣     |
| 湖西畲族鄉 | 福建省   | 漳州市   | 漳浦縣     |
| 青水畲族鄉 | 福建省   | 三明市   | 永安市     |
| 治平畲族鄉 | 福建省   | 三明市   | 寧化縣     |
| 官莊畲族鄉 | 福建省   | 龍岩市   | 上杭縣     |
| 廬豐畲族鄉 | 福建省   | 龍岩市   | 上杭縣     |
| 太源畲族鄉 | 江西省   | 上饒市   | 鉛山縣     |
| 篁碧畲族鄉 | 江西省   | 上饒市   | 鉛山縣     |
| 樟坪畲族鄉 | 江西省   | 鷹潭市   | 貴溪市     |
| 龍岡畲族鄉 | 江西省   | 吉安市   | 永豐縣     |
| 東固畲族鄉 | 江西省   | 吉安市   | 青原區     |
| 金坪民族鄉 | 江西省   | 吉安市   | 峽江縣     |
| 赤土畲族鄉 | 江西省   | 贛州市   | 南康区     |
| 金竹畲族鄉 | 江西省   | 撫州市   | 樂安縣     |
| 漳溪畲族鄉 | 廣東省   | 河源市   | 東源縣     |

#### 畲族村
- 上水村（福建省寧德市霞浦縣崇儒畲族鄉）
- 山羊隔村（福建省龙岩市漳平市桂林街道）
- 富泽村 （浙江省杭州市淳安縣千岛湖镇）
- 钟宅社区 （福建省厦门市湖里区禾山街道）

### 中國各地畲族人口分佈
中國大陸有畲族708,651人（2010年人口普查），其中福建省375,193人（52.87%）、浙江省170,993人（24.01%），是兩大分布地。
2000年第五次人口普查各省畲族人口列表(普查時點人口，單位：人)
| 位次 | 地區       | 總人口        | 畲族人口 | 占畲族 人口比重（%） | 佔地區少數民族 人口比重（%） | 佔地區 人口比重（%） |
|      | 合計       | 1,245,110,826 | 710,039  | 100                  | 0.6740                       | 0.0570               |
|      | 31省份合計 | 1,242,612,226 | 709,592  | 99.937               | 0.6744                       | 0.0571               |
| G1   | 華東地區   | 358,849,244   | 627,330  | 88.351               | 25.1007                      | 0.1748               |
| G2   | 西南地區   | 193,085,172   | 45,755   | 6.444                | 0.1269                       | 0.0237               |
| G3   | 中南地區   | 350,658,477   | 34,293   | 4.830                | 0.1160                       | 0.0098               |
| G4   | 華北地區   | 145,896,933   | 1,278    | 0.180                | 0.0147                       | 0.0009               |
| G5   | 西北地區   | 89,258,221    | 579      | 0.082                | 0.0033                       | 0.0007               |
| G6   | 東北地區   | 104,864,179   | 357      | 0.050                | 0.0033                       | 0.0003               |
| 1    | 福建       | 34,097,947    | 375,193  | 52.841               | 64.2674                      | 1.1003               |
| 2    | 浙江       | 45,930,651    | 170,993  | 24.082               | 43.2472                      | 0.3723               |
| 3    | 江西       | 40,397,598    | 77,650   | 10.936               | 61.7657                      | 0.1922               |
| 4    | 貴州       | 35,247,695    | 44,926   | 6.327                | 0.3369                       | 0.1275               |
| 5    | 廣東       | 85,225,007    | 28,053   | 3.951                | 2.2104                       | 0.0329               |
| 6    | 湖南       | 63,274,173    | 2,891    | 0.407                | 0.0451                       | 0.0046               |
| 7    | 湖北       | 59,508,870    | 2,523    | 0.355                | 0.0972                       | 0.0042               |
| 8    | 安徽       | 58,999,948    | 1,563    | 0.220                | 0.3929                       | 0.0027               |
| 9    | 上海       | 16,407,734    | 859      | 0.121                | 0.8270                       | 0.0052               |
| 10   | 江蘇       | 73,043,577    | 742      | 0.105                | 0.2855                       | 0.0010               |
| 11   | 北京       | 13,569,194    | 629      | 0.089                | 0.1074                       | 0.0046               |
| 12   | 雲南       | 42,360,089    | 499      | 0.070                | 0.0035                       | 0.0012               |
| 13   | 廣西       | 43,854,538    | 418      | 0.059                | 0.0025                       | 0.0010               |
| 14   | 山東       | 89,971,789    | 330      | 0.046                | 0.0522                       | 0.0004               |
| 15   | 海南       | 7,559,035     | 274      | 0.039                | 0.0209                       | 0.0036               |
| 16   | 山西       | 32,471,242    | 251      | 0.035                | 0.2433                       | 0.0008               |
| 17   | 四川       | 82,348,296    | 232      | 0.033                | 0.0056                       | 0.0003               |
| 18   | 河北       | 66,684,419    | 226      | 0.032                | 0.0078                       | 0.0003               |
| 19   | 甘肅       | 25,124,282    | 201      | 0.028                | 0.0091                       | 0.0008               |
| 20   | 遼寧       | 41,824,412    | 200      | 0.028                | 0.0030                       | 0.0005               |
| 21   | 新疆       | 18,459,511    | 166      | 0.023                | 0.0015                       | 0.0009               |
| 22   | 河南       | 91,236,854    | 134      | 0.019                | 0.0117                       | 0.0002               |
| 23   | 黑龍江     | 36,237,576    | 112      | 0.016                | 0.0063                       | 0.0003               |
| 24   | 陝西       | 35,365,072    | 104      | 0.015                | 0.0590                       | 0.0003               |
| 25   | 內蒙       | 23,323,347    | 94       | 0.013                | 0.0019                       | 0.0004               |
| 26   | 重慶       | 30,512,763    | 92       | 0.013                | 0.0047                       | 0.0003               |
| 27   | 寧夏       | 5,486,393     | 88       | 0.012                | 0.0046                       | 0.0016               |
| 28   | 天津       | 9,848,731     | 78       | 0.011                | 0.0292                       | 0.0008               |
| 29   | 吉林       | 26,802,191    | 45       | 0.006                | 0.0018                       | 0.0002               |
| 30   | 青海       | 4,822,963     | 20       | 0.003                | 0.0009                       | 0.0004               |
| 31   | 西藏       | 2,616,329     | 6        | 0.001                | 0.0002                       | 0.0002               |
|      | 現役軍人   | 2,498,600     | 447      | 0.017                | 0.4002                       | 0.0179               |

### 畲族區域自治
浙江省景寧畲族自治縣是畲族唯一的自治縣，畲族民族鄉則散佈在浙江、福建、江西、廣東、安徽等省。

## 習俗

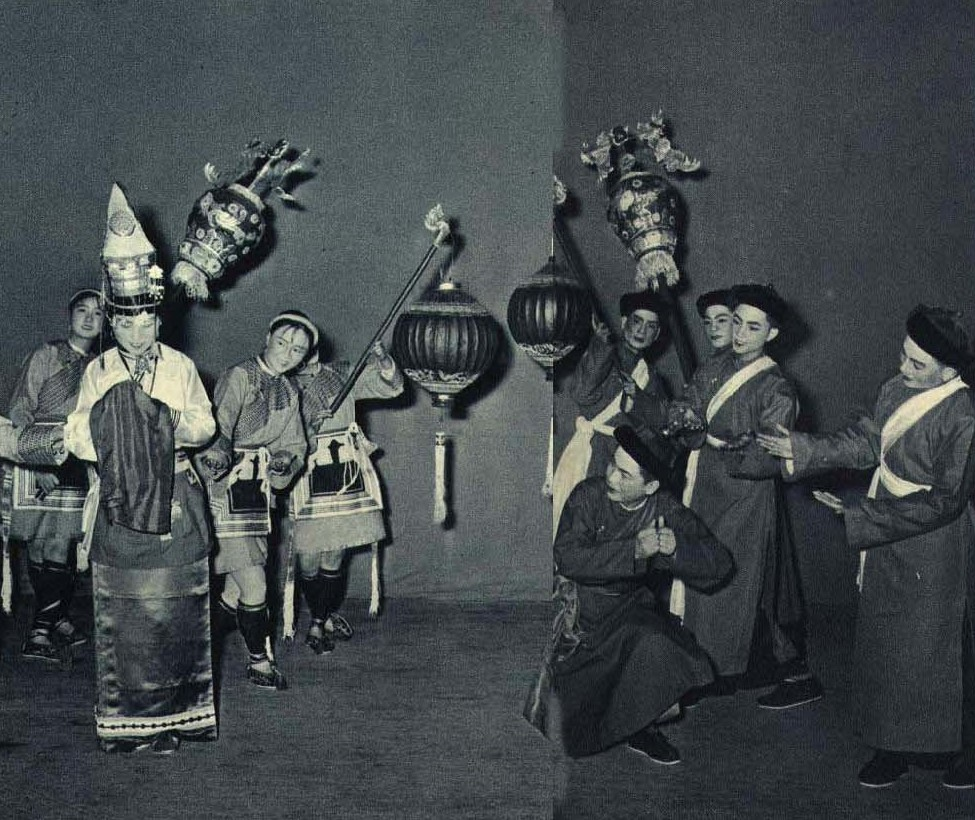
1962年福建罗源县石别下村畲族婚礼舞

### 節日
- 「三月三」畲族傳統節日，每年農歷三月初三舉行。

## 服飾
畲族婦女，有頭佩「鳳冠」習俗。但各地的鳳冠均有差別。例如福州的北峰式、羅源式；寧德的霞浦式、福安式、福鼎式。

### 福州

#### 北峰式
先用紅絨線與頭髮纏繞在一起，梳理成辮子，盤纏在頭上像螺式的髮髻，叫「鳳髻」。頭髮腳四邊纏繞黑色縐紗，頭頂放銀箔包的竹筒。一條銀簪插在髮髻上，四串長長的藍綠硋珠垂掛在上面，這就是「鳳冠」。鳳冠有銀牌，一面銀牌上又垂掛三塊小銀牌，懸掛在鳳冠正面。銀片上面鏨有鳳凰、蝴蝶和梅花紋、魚紋等等。

## 畲族醫術
畲族醫術多為祖傳口授、單線傳承，傳男不傳女（傳媳婦、不傳女兒），不收外姓徒弟。因其防病治病多以青草藥為主，因此又稱「青草醫」，絕大多數畲醫亦農亦醫。著名的畲醫有雷乾禎、藍坤金、藍居丁等。
畲醫用藥還有特殊之處，同一種草藥則要分別發病季節、病者病情而到生長不同地點採集。如牛蒡子，夏秋季則用生長溪流旁邊的，春、冬則用生長旱地的，使用草藥多用全草，有的只用根、葉、皮、莖、花、果等或某一部分。用藥講究新鮮，隨用隨採。生長季節性較強的草藥，按季節採集，加工後備用，但儲藏期一般以百日為限，最長不過一年。用藥配料有禽畜內臟、肉、黃酒、生薑、糖類等配藥。根據患病者病情而定，如熱性疾病加冰糖、白糖；寒性疾病加紅糖、生薑；虛性加豬蹄、夾心肉（豬腿即瘦肉）；跌打損傷加黃酒；兒科驚風等病加小件金屬類物品混燉。少數畲醫將中草藥製成丸、散、丹、膏。如治療喉疾的藥散必須用草藥焙烤研末藏放備用。草藥多有採摘加工後交給患者，防止技術外傳。

## 文化藝術
畲族喜愛武術，有棍術和拳術兩大類，八井拳為著名畲族獨有拳種。除了武術，在貴州的小量畲族族人還會跳《斗笠舞》。

## 畲族和其他民族的關係

### 東家人和畲族
貴州省東家人於1996年被認定，即暫時被認定為畲族。東家是當地漢人對貴州畲族的稱呼，即自「東邊」來的人。東家人自稱「哈萌」。「哈」意為「客」，「萌」意為「民」，亦即畲族是「客民」。相鄰民族中，瑤族稱畲族為「哈朵」，苗族稱之為「嘎鬥」，仫佬族稱之為「喏哈」，布依族稱之為「迥哈」。明清時一些貴州地方史志又稱之為「東苗」、「佟苗」。貴州畲族先祖來源於江西。根據考證，先祖入黔前，居住在江西贛江流域及贛東、贛東北一帶。祖先多是元末和明洪武年問，或奉旨徵討、遷徙，或避禍而遷入貴州。人黔時首先落居於貴定於伐一帶。在明代，主要散居在今清鎮、開陽、修文、長順、貴定、龍裏、都勻、荔波、麻江、凱裏、施秉、鎮遠、石阡等10多個縣。一部分被融合於其他民族，餘下的人主要居於以麻江縣為中心及其臨近凱裏爐山的幹壩、六個雞、角沖以及福泉、都勻等縣市部分地區，連成一個較為廣闊，有著共同語言及風俗習慣的共同區域。

### 輋族、瑤族與畲族
《南越筆記》說：「賦以刀為準者曰徭，徭所止曰輋，亦曰輋，是為畲蠻之類」。《嶺表紀蠻》說：「畲與輋同音，蓋以同一種族，故音同字異」。明清時期顧炎武在《天下郡國利病書》稱：「輋當作畲，實錄謂之畲蠻」。
可見，「輋族」、「畲族」與瑤族為同類。「輋族」與「畲族」的是有差異的，代指指兩個不同的族群。畲族是指在福建、江西「刀耕火種，崖棲（洞居）谷汲」的居民，又稱峒蠻、峒獠。輋族則指在廣東的族群。

## 姓氏
畲族譜牒圖籍記載，畲族的主姓有盤、藍、雷、鍾姓四大姓。現今畲家主姓僅存藍、雷、鍾。盤姓的消失原因說法不一。此外在一些地區如福建省福鼎市的一些畲族姓金。福安也有少部分姓吴的也是畲族。

## 畲族名人
- 苗自成：蠻獠嘯亂中的蛮獠領袖之一。
- 雷萬興：蠻獠嘯亂中的蛮獠領袖之一。
- 藍奉高：蠻獠嘯亂中的蛮獠領袖之一，在征戰中殺死唐朝将领陳元光，後來被陳元光之子陳珦所殺。
- 藍理
- 藍廷珍
- 藍鼎元：清廷官員
- 雷永通：中国人民解放军少將
- 蓝军：中国民族贸易促进会书记、常务副会长
- 鍾興民：台灣音樂製作人
- 雷賢鐘（1904－1984）：爱国华侨、“橡胶王”
- 藍盈瑩：中國新生代女演員
- 雷雨心：中國新生代音乐团队“RAiNBOW”计划歌手、词曲作者、编曲
- 鍾奕莊（英语：Cheong Eak Chong）及其家族：新加坡出身的著名商業家族。
  - 鍾正文：香港商人，曾牽涉佳寧案
  - 鍾培生：香港商人、電競界人士，鍾奕莊之曾孫
- 盤翠瑩：香港電視新聞主播

## 外部連結
- 中國畲鄉網（页面存档备份，存于）